# Poa costiniana
Poa costiniana är en gräsart som beskrevs av Joyce Winifred Vickery. Poa costiniana ingår i släktet gröen, och familjen gräs. Inga underarter finns listade i Catalogue of Life.